# Лебедев, Владимир Васильевич
Влади́мир Васи́льевич Ле́бедев (14 [26] мая 1891 — 21 ноября 1967) — русский и советский живописец, график, признанный мастер плаката, книжной и журнальной иллюстрации, основатель ленинградской школы книжной графики. Народный художник РСФСР (1966), член-корреспондент Академии художеств СССР (1967).

## Биография
Родился в Петербурге в семье механика. Его братом был известный химик Сергей Лебедев. Его тетей по матери была известная художница Анна Петровна Остроумова-Лебедева.
Окончил Петровское коммерческое училище. Первоначальное художественное образование получил в частной студии А. И. Титова (1909) и мастерской батальной живописи Ф. А. Рубо (1910—1911). В 1912—1914 годах учился в частной художественной школе М. Д. Бернштейна. С 1910 года — участник художественных выставок.
В 1918—1921 годах преподавал в Петроградских государственных свободных художественно-учебных мастерских. Состоял в обществах «Союз молодёжи» (с 1913 года), «Объединение новых течений в искусстве» (в 1922—1923 годах), «Четыре искусства» (с 1928 года); принимал участие в их выставках.
В 1917—1918 годах работал как политический карикатурист, сотрудничал с сатирическими журналами «Сатирикон» и «Новый Сатирикон»; создал множество политических карикатур. В 1918—1921 годах — профессор ВХУТЕМАСа в Петрограде. В 1919—1920 годах вместе с В. И. Козлинским работал над серией плакатов «Петроградские окна РОСТА» для Российского Телеграфного Агентства. Создал новый стиль агитационного плаката, предназначенного для размещения на заводах, в клубах, в витринах магазинов и на агитационных пароходах.
На протяжении всей жизни работал как художник детской книги. Работа в издательстве и работа над книгой не помешали В. В. Лебедеву осуществить себя в живописи и создать ряд выдающихся живописных работ. Работал в книжной графике с 1918 по 1967 год.
Первые книги с его рисунками вышли в издательстве «Радуга».
В 1924—1933 годах В. В. Лебедев возглавлял художественную редакцию детского отдела Госиздата.
В 1936 году в прессе появились статьи о творчестве Лебедева, где его работе была дана самая уничижительная оценка; статьи могли спровоцировать гонения, последствия которых для художника могли быть самыми худшими; эти события сильно повлияли на художника и надломили его. Критики считают, что лучшие работы Лебедева созданы им до этого перелома.
В 1941—1950 годах Лебедев жил в Москве, где сотрудничал с «Окнами ТАСС».
В 1950 году вернулся в Ленинград. Продолжил работу в книжной графике. Среди его послевоенных книг лучшими считаются «Откуда стол пришел?» (1946) и «Разноцветная книга» (1947) С. Я. Маршака, «Три медведя» Л. Н. Толстого (1948).
В 1950—60-е годы Лебедев жил замкнуто, виделся лишь с несколькими друзьями и почти не появлялся публично.
Похоронен на Богословском кладбище Санкт-Петербурга.
На Симеоновской улице в Санкт-Петербурге (с 1923 года — ул. Белинского), на доме № 11, где жил Лебедев с 1922 г. по 1967 г., в настоящее время помещена мемориальная доска.

### Награды и звания
- Заслуженный деятель искусств РСФСР (1945)
- Серебряная медаль на Международной выставке искусства книги социалистических стран в Лейпциге (1959)
- Большая серебряная медаль ВДНХ (1960)
- Народный художник РСФСР (1966)

## Детская книга
Образцом художественной формы новой детской книги критики считают литографированные книги русских футуристов 1910-х годов. Авторы этих книг отказались от типографского набора и применили литографскую технику, общую для текста и иллюстраций. Русская литографированная книга — уникальное явление в книжном искусстве XX века, не имеющее аналогов на Западе. Художники — М. Ф. Ларионов, Н. С. Гончарова, О. В. Розанова, П. Н. Филонов — опирались в своих литографированных книгах на традицию древнерусских рукописных книг и на народный лубок.
Детские литографированные книги выпускала в Петрограде в 1918—1919 годах книгопечатная артель «Сегодня», с которой сотрудничали художники В. М. Ермолаева и Н. Ф. Лапшин.
Значительная роль в создании детской книги 1920-х годов принадлежит частному издательству «Радуга», возглавляемому известным в своё время журналистом Л. М. Клячко. Он привлёк в издательство поэтов К. И. Чуковского и С. Я. Маршака, не писавшего до этого стихов для детей. С издательством «Радуга» сотрудничали, в основном, художники, близкие кругу «Мира искусства»: С. Чехонин, Н. Кузьмин, Ю. Анненков, М. Добужинский, В. Конашевич, Б. Кустодиев, Е. Кругликова, М. Цехановский.
Именно в издательстве «Радуга» вышла первая «новая» книга — «Слонёнок» Р. Киплинга, переведённый К. Чуковским с иллюстрациями В. В. Лебедева. Эта скромная книга была высоко оценена Н. Н. Пуниным.
В 1924 году в Петрограде, в издательстве Госиздат был создан Детский отдел. Он разместился в доме компании «Зингер» на Невском пр., д. 28 Детский отдел возглавили два редактора, литературный и художественный: С. Я. Маршак и В. В. Лебедев. Вдвоём они поставили перед собой целью создание принципиально новой детской художественной книги. За годы их работы в издательстве появилось новая детская книга, имеющая совершенно другую форму и другое назначение, чем детская книга XIX века. В сентябре 1933 года на базе этого отдела и детского сектора издательства «Молодая гвардия» было создано издательство ДЕТГИЗ, (Детское Государственное Издательство); его редакторами также стали С. Я. Маршак и В. В. Лебедев.
С. Я. Маршак привлёк к сотрудничеству в новом издательстве таких писателей и поэтов, как Александр Введенский, Даниил Хармс, Николай Олейников, Корней Чуковский, Л. Пантелеев, Борис Житков, Евгений Шварц, Виталий Бианки, Елена Данько-Олексанко, Николай Тихонов, Михаил Зощенко, Ольга Берггольц, Вениамин Каверин и другие.
Особой заслугой писателей и художников было также создание нового литературного жанра — «познавательных» книг для детей.

## Художники детской книги
Уникальной особенностью эпохи конца 1920—30-х годов было то, что многие художники русского авангарда в это время искали возможности зарабатывать вне своей основной, живописной работы, и охотно шли в издательство работать с Лебедевым. Все без исключения замечательные мастера книги были крупными живописцами или графиками, которые сумели внести достижения своей собственной живописи и рисунка в русло книжной специфики.
Как редактор и как художник, Лебедев внёс огромный вклад в разработку художественной конструкции детской книги, в композиционные и изобразительные приёмы и средства, и поддержал совершенно новое отношение к самому содержанию детской книги. В число наиболее известных книг, проиллюстрированных В. Лебедевым, входят, прежде всего, книги написанные поэтом Самуилом Маршаком: «Цирк», «Мороженое», «Сказка о глупом мышонке», «Усатый полосатый», «Разноцветная книга», «Двенадцать месяцев», «Багаж».
Единственное условие, которое ставил Лебедев-редактор, — это то, чтобы книга была единым, цельным и конструктивно решённым организмом. «Сейчас над книгой работают все художники, способные работать в книге, то есть создавать чёткие и убедительные образы», — утверждал Лебедев.
Вокруг Лебедева объединялись художники не просто разные, но даже противоположные, порой не имеющие между собой ничего общего. У Лебедева работали, помимо тех, кто разделял его собственные принципы конструктивной графики, также и художники школы П. Н. Филонова, художники, учившиеся у К. С. Малевича, художники «свободного рисунка», группировавшиеся вокруг Петра Соколова. В Детгизе над иллюстрациями трудились Владимир Татлин, Александр Самохвалов, Эдуард Будогоский, Генрих Левин, Николай Радлов, Виктор Замирайло, Лев Юдин, Владимир Стерлигов, Эдуард Криммер, Елена Сафонова, Алиса Порет, Татьяна Глебова, Павел Кондратьев, Константин Рудаков, Александра Якобсон и Миней Кукс, Сергей Мочалов,
Владимир Тамби, Павел Басманов, Юрий Сырнев, Евгения Эвенбах.
Из художников прежнего круга, близким к «Миру искусства» в его исторической эволюции, Лебедев сотрудничал с Владимиром Конашевичем и Дмитрием Митрохиным.
Веру Ермолаеву, Николая Лапшина и Николая Тырсу Лебедев считал своими соратниками.

## Школа Лебедева
В 1920—1930-е годы В. В. Лебедев, к тому времени уже высоко профессиональный художник, создал собственную, «лебедевскую школу». У него начинали работу в книжной графике многие молодые художники, среди них — такие талантливые живописцы как Алексей Пахомов, Юрий Васнецов, талантливые графики Евгений Чарушин, Валентин Курдов, к числу его учеников принадлежали художницы Евгения Эвенбах, Мария Бутрова, Татьяна Шишмарёва. В. В. Лебедев привносил немало своего в работы своих учеников, иной раз переделывая их рисунки.

«Все эти мастера, много работавшие не только в графике, но и в станковой живописи, называли свой творческий метод „живописным реализмом“, понимая под этим термином искусство обращения к реальной окружающей действительности, именно из неё черпая свои темы и образы… опирающееся не только на традицию критического реализма 19 века, а широко использующее опыт и достижения всей новой и новейшей художественной культуры как русской, так и западноевропейской… Можно было бы назвать „графическим реализмом“ творческое течение, сформировавшееся тогда в среде мастеров детской иллюстрированной книги, работавших под руководством В. В. Лебедева, Н. А. Тырсы и Н. Ф. Лапшина в художественной редакции детского отделения Госиздата».— В. И. Курдов
Эстетика «графического реализма» складывалась не только из системы художественных приёмов. Можно охарактеризовать его и как настоящее творческое течение, ввиду имеющихся согласованных творческих принципов. Оно объединяло многих художников, включённых в процесс становления и развития детской книги в ленинградской графике 1920—1930-х годов.

## Творчество
Для большинства книг Лебедева его плакаты для «Окон РОСТА» были истоком и творческим импульсом. «Художник видел плакат как искусство большой формы, лаконичного художественного языка, строгой конструктивности и пластической простоты изобразительных элементов, приводящих к впечатлению монументальности». Гравируя плакаты и раскрашивая их от руки, Лебедев отталкивался от традиций русского народного лубка; но при этом он сразу отверг всякую стилизацию и подделку под лубок. Связь с лубком осталась, но как «связь преемственности или органического роста». В работе Лебедева «сплавились новая форма и старая художественная традиция». Найденный художником лаконичный, геометрически обобщённый рисунок был им перенесён и в детскую книгу, кроме того, «он первый среди художников детской книги использовал шрифт как средство выразительности».

Книги Лебедева — «одна из вершин „Детгиза“», высшее выражение ясности художественного мышления, пластической строгости и немногословности, приводящей к максимальной образной выразительности".— Евгений Ковтун

Стиль Лебедева был преемственным, он опирался на супрематические работы К. С. Малевича. «Малевич сыграл огромную роль в творчестве Лебедева. Потому что и лебедевские „окна“ РОСТА, и, главное, лебедевская книга находились под огромным влиянием Малевича. Он внёс только своё очень острое рисование. До того, как он увидел малевичевские рисунки — схематичные вещи — Лебедев был просто хорошим рисовальщиком-карикатуристом. Но никакой плоскости у него не было…Шрифт в книге, по сути, всегда плоский. Взятая у Малевича идея, что можно сделать и плоский рисунок, Лебедева навсегда восхитила. Свою первую книжечку „Слонёнок“ он так и сделал. В сочетании с острым рисованием это получилось у него здорово…и Лебедев начал работу в книге, сначала в издательстве „Радуга“, потом в „Детгизе“. Лебедев целиком использовал приём Малевича, его творческую выдумку. От себя он внёс тонкий цвет. Но без Малевича, сам, он не мог бы никогда сделать того, что он сделал в книге.» — Валерий Траугот.

## Живопись и графика
В 1920-30-е годы Лебедев создал множество станковых графических работ, ставших классикой ленинградского искусства графики того времени.
Серии на «бытовые» темы: «Прачки» (1920—1925, гуаши, аппликации), серия из 23 рисунков «Панель революции» (1922, тушь), называемая также «Улица революции», и серии «НЭП» и «Новый быт» (середина 1920-х годов). Серии рисунков карандашом и тушью: «Натурщицы», «Балерины», «Акробатки». Живописные работы: ранний период — «Натюрморт с палитрой» (1919), «Кофейник, ложка, кружка» (1920), «Пила и доска» (1920), «Рабочий у наковальни» (1920—1921), серия «Контррельефы» (1920—1921), в том числе «Подбор материалов: железо, дерево, картон» (1921).
Живопись Лебедева в 1920-е годы определялась во многом его дружбой с Иваном Пуни, а позже — дружбой с Н. Ф. Лапшиным и Н. А. Тырсой, составлявшими для него художественную среду, необходимую для каждого художника. Лапшин и Тырса увлекались французским искусством; также и Лебедев был увлечен Сёра, Пикассо, позже Ренуаром и Мане.
В начале 1930-х годов написаны серии «Натюрморты с гитарой» (1930—1932), в том числе «Красная гитара и палитра» (1930) и «Фрукты в корзине» (1930—1931). «Каждый из этих натюрмортов — маленький мир, живой своей конкретностью, то смешной, то лиричный, то с лёгким оттенком весёлой иронии. Натюрморт с гитарой, лимонами и раковинами может служить образцом блестяще проведённой работы по организации живописного пространства. Цвет и его кладка, а не воздушная или линейная перспектива, строит пространственные колебания предметов на пределах очень узкого, как бы зажатого между двумя параллельными плоскостями расстояния — ощущение, близкое вывеске. Материальное ощущение вещи здесь проведено с максимальной напряжённостью, кладка цвета проведена с большим богатством и разнообразием приёмов» (Вера Аникиева).
С конца 1920-х гг. и до 1957 года художник создал много женских портретов, в том числе «Портрет артистки Н. С. Надеждиной» (1927), «Девушка с кувшином» (1928), «Натурщица с мандолиной» (Мальвина Штерн; 1927), портрет художницы Нины Носкович (1934, известен также как портрет Нины Лекаренко).
На одной из наиболее известных живописных работ Лебедева «Женщина с гитарой» (1930) изображена натурщица Елена (Лёля) Николаева. Е. Г. Николаева долгое время была предметом увлечения В. В. Лебедева, как и художница О. Н. Гильдебрандт-Арбенина.
В 1933 году написана серия «иронических» портретов, называемая «Физкультурницы» или «Девушки с букетами».
В числе других работ Лебедева 1930-х годов — портрет художницы Татьяны Шишмарёвой (1935), портрет скульптора Сарры Лебедевой (1936), «Краснофлотец» (1937), «Турецкие борцы» (1937), портреты писательницы Сусанны Георгиевской (1937). После войны Лебедев писал немного, из его поздних работ можно назвать портрет Ады Сергеевны Лазо (1954) и портрет молодой девушки в платке (1957).

## Семья
Первая жена — Сарра Дмитриевна Лебедева, урожд. Дармолатова (1892, СПб — 7 марта 1967, Москва), выдающийся советский скульптор и портретист, работала в монументальной и мемориальной скульптуре. Член-корреспондент Академии Художеств СССР. Познакомилась с В. В. Лебедевым в 1912—1914 годах в частной художественной школе М. Д. Бернштейна. После развода с В. В. Лебедевым в 1925 году продолжала поддерживать с ним дружеские отношения на протяжении всей жизни.
Вторая жена — Надежда Сергеевна Надеждина (урожд. Бруштейн; 1904, Вильно — 1979, Москва). Дочь писательницы А. Я. Бруштейн. Балерина, ученица А. Я. Вагановой; солистка Большого театра. Известный советский балетмейстер, народная артистка СССР, награждена орденом Ленина. В 1948 году создала танец «Берёзка», ставший открытием в сценическом воплощении русского народного танца, положивший основу новому хореографическому стилю. Создала ансамбль «Берёзка», с 2000 года носящий её имя. Н. С. Надеждина послужила моделью для графической серии В. В. Лебедева «Танцовщица» (1927).
В 1940 году Лебедев женился в третий и последний раз на Аде Сергеевне Лазо (1919, Владивосток — 1993, Москва). Филолог, писательница, редактор Детгиза. Дочь известного военного и политического деятеля С. Г. Лазо. Подготовила книгу о своём отце: «Лазо С. Дневники и письма» (Владивосток, 1959.).

## Книжные иллюстрации (избранные издания)
- «Ёлка. Сборник стихов, рассказов и сказок». Составители А. Бенуа и К. Чуковский. Рисунки Ю. Анненкова, А. Бенуа, М. Добужинского, В. Замирайло, В. Лебедева, И. Пуни, А. Радакова, И. Репина, В. Ходасевич, С. Чехонина и др. — Пг.: «Парус», 1918.
- «Лев и бык: Арабская сказка» / Пер. С. С. Кондрушкина. — Пг.: «Огни». 1918.
- «Новые русские сказки». «Народная библиотека». Обл. Д. Митрохина, илл. В. Замирайло и В. Лебедева. — Пг.: Государственное издательство, 1919.
- Лебедев В. В. «Приключения Чуч-ло». — Пг.: «Эпоха». 1921
- Киплинг Р. «Слонёнок». Пер. К.Чуковского. — Пг.: «Эпоха». 1922.
- Лебедев В. «Медведь. Русская сказка». — Пг.: «Мысль». 1923.
- Лебедев В. «Три козла. Русская сказка». — М.: «Мысль». 1923
- Лебедев В. «Золотое яичко: Сказка». — Пг.: «Мысль». 1923
- Лебедев В. «Заяц, петух и лиса: Сказка». — Пг.: «Мысль». 1924.
- Лебедев В. «Охота». — М.; Л.: «Радуга». 1925.
- Маршак С. «Пудель». — М.; Л.: «Радуга», 1925, 1927.
- Маршак С. «Мороженое». — М.; Л.: «Радуга». 1925.
- Маршак С. «Мороженое». — Л.Азбука. 1925.
- Маршак С. «Вчера и сегодня». — Л.: «Радуга». 1925
- Маршак С. «О глупом мышонке». — Л.; М.: «Радуга». 1925.
- Маршак С. «Цирк». — Л.; М.: «Радуга» 1925.
- Лебедев В. «Азбука». — Л.: ГИЗ. 1925.
- Маршак С. «Багаж». — Л.: «Радуга». 1926.
- Лебедев В. «Кто сильней». — М.; Л.: ГИЗ. 1927
- Маршак С. «Как рубанок сделал рубанок». — Л.: «Радуга». 1927.
- Лебедев В. «Верхом». — М.; Л.: ГИЗ. 1928.
- Маршак С. «Веселый час: Приложение к журналу „Ёж“». — Л.: ГИЗ. 1929.
- Киплинг Р. «Сказки». Пер. К.Чуковского. Стихи в пер. С. Маршака. Рис. Л. Бруни, А. Борисова, Э. Криммера, В. Лебедева, А. Пахомова. — М.; Л.: ГИЗ, 1929
- Маршак С. «Усатый-полосатый». — М.: ГИЗ. 1930.
- Берггольц О. «Зима — лето — попугай». — М.; Л.: ГИЗ. 1930, 1933.
- Маршак С. «Прогулка на осле». — М.; Л.: ГИЗ. 1930.
- Орлова Н. «Крась и рисуй». Вып. 1-й и 2-й. — Л.: ОГИЗ: «Молодая гвардия». 1932.
- «Первое мая». — Рисунки бригады художников: Ю. Васнецов, Ю. Мезерницкий, В. Лебедев, В. Ермолаева, В. Курдова. — М.: ОГИЗ: «Молодая гвардия». 1932.
- Маршак С. «Мистер Твистер». — Л.; М.: «Молодая гвардия». 1933.
- Маршак С. «Вот какой рассеянный». — Л.: Детгиз. 1934.
- Маршак С. «Сказки, песни, загадки». — М.: «Academia». 1935.
- Маршак С. «Петрушка-иностранец». — Л.: Детгиз. 1935.
- Маршак С. «Мы военные». — М.; Л.: Детиздат. 1938.
- Маршак С. «Сказки, песни, загадки». Рис. В. Конашевича, В. Лебедева, А.Пахомова. — М.; Л.: Детиздат. 1938.
- Лебедев В. «Игрушки и зверушки». — Детиздат ЦК ВЛКСМ. 1939.
- Маршак С. «Отчего кошку назвали кошкой? Мельник, мальчик и осел». — М.; Л.: Детиздат. 1939.
- Маршак С. «Веселый день. Стихи и сказки». Рис. В. Конашевича, В.Курдова, В.Лебедева, А. Пахомова, К. Рудакова, Г. Шевякова. — М.; Л.: Детиздат, 1939.
- Маршак С. «Живые буквы». — М.; Л.: Детиздат. 1940.
- Маршак С. «Английские баллады и песни». — М.: «Советский писатель». 1941.
- Маршак С. «Раз, два, три, четыре». — М.: Детиздат. 1941.
- «Красная Армия. Сборник рассказов, сказок, игр и стихов, посвященных Красной Армии». Рис. В. В. Лебедева и др. — М.; Л.: Детгиз. 1942.
- Короленко В. Г. «Без языка». — М.; Л.: Детгиз. 1942.
- Куприн А. И. «Белый пудель». — Киров: Детгиз. 1942.
- Маршак С. «Двенадцать месяцев: Славянская сказка». — М.; Л.: Детгиз. 1943.
- Маршак С. «Голуби: Сказки». — М.; Л.: Детгиз. 1946.
- Маршак С. «Откуда стол пришел?» — М.; Л.: Детгиз. 1946.
- Маршак С. «Вересковый мед: Английские баллады, песни и лирические стихотворения». — М.; Л.: Детгиз. 1947.
- Маршак С. «Разноцветная книга». — М.; Л.: Детгиз. 1947.
- Маршак С. «Стихи для детей». — М.; Л.: Детгиз. 1947.
- Маршак С. «Детки в клетке». — М.; Л.: Детгиз. 1948.
- Толстой Л. Н. «Три медведя». — М.; Л.: Детгиз. 1948.
- Маршак С. «Великан». — М.: Детгиз. 1949, 1950.
- Михалков С. «Котята». — М.: Детгиз. 1949.
- Маршак С. «Круглый год». — М.; Л.: Детгиз. 1949.
- Маршак С. «Лесная книга». — М.; Л.: Детгиз. 1950.
- Маршак С. «Курочка ряба и десять утят». — М.: Детгиз. 1953, 1954.
- Маяковский В. «Что ни страница — то слон, то львица». — М.; Л.: Детгиз. 1954.
- Маршак С. «Чего боялся Петя?» — М.: Детгиз. 1955.
- Маршак С. «Сказка об умном мышонке». — М.: Детгиз. 1956, 1959.
- Толстой Л. «Рассказы для маленьких детей». — М.; Л.: Детгиз. 1956.
- Маршак С. «Тихая сказка». — М.: Детгиз. 1958, 1961.
- Маршак С «О чем говорили лошади, хомяки и куры». — М.: Детгиз. 1962.
- Маршак С. «Кто колечко найдет?: Сказка-игра». — М.: Детгиз. 1962, 1965.
- Маршак С. «Цирк». — М.: «Детская литература». 1964.
- Маршак С. «Детям». — М.: «Детская литература». 1967.

## Выставки
2013
«Книжно-журнальная и станковая графика», открытый клуб, Москва
2017
"Женский образ. Право на личное" Шоу-пространство «Ленинград-Центр», Санкт-Петербург

## Сайты
- Лебедев Владимир Васильевич. Биография и творчество художника на Artonline.ru
- Томская областная детско-юношеская библиотека (недоступная ссылка)
- «Из истории детской иллюстрированной книги 1920-х годов» В. Петров
- «Виртуоз рисунка». Н. Козырева
- Лебедев, Владимир Васильевич в библиотеке «Старатель»

- Владимир Васильевич Лебедев на сайте С. Я. Маршака «Недописанная страница»
- Блог посвящённый творчеству художника Владимира Лебедева